# Motyki (rejon miadzielski)
Motyki (biał. Матыкі, ros. Матыки) – wieś na Białorusi, w obwodzie mińskim, w rejonie miadzielskim, w sielsowiecie Budsław.

## Historia
W czasach zaborów wieś w gminie Krzywicze, w powiecie wilejskim, w guberni wileńskiej Imperium Rosyjskiego. W 1865 roku liczyła 143 mieszkańców (27 dusz rewizyjnych) w 16 domach.
W latach 1921–1945 wieś leżała w Polsce, w województwie wileńskim, w powiecie wilejskim, w gminie Krzywicze.
Według Powszechnego Spisu Ludności z 1921 roku zamieszkiwało tu 218 osób, 163 były wyznania rzymskokatolickiego, 44 prawosławnego a 11 mojżeszowego. Jednocześnie 165 mieszkańców zadeklarowało polską, 42 białoruską a 11 żydowską przynależność narodową. Było tu 41 budynków mieszkalnych. W 1931 w 48 domach zamieszkiwały 264 osoby.
Wierni należeli do parafii rzymskokatolickiej w Budsławiu i prawosławnej w Krzywiczach. Miejscowość podlegała pod Sąd Grodzki w Krzywiczach i Okręgowy w Wilnie; właściwy urząd pocztowy mieścił się w Krzywiczach.
W wyniku napaści ZSRR na Polskę we wrześniu 1939 miejscowość znalazła się pod okupacją sowiecką. 2 listopada została włączona do Białoruskiej SRR. Od czerwca 1941 roku pod okupacją niemiecką. W 1944 miejscowość została ponownie zajęta przez wojska sowieckie i włączona do Białoruskiej SRR.
Od 1991 w składzie niepodległej Białorusi.